# 25 listopada
25 listopada jest 329. (w latach przestępnych 330.) dniem w kalendarzu gregoriańskim. Do końca roku pozostaje 36 dni.

## Święta
- Imieniny obchodzą: Beatrycze, Elżbieta, Erazm, Godzimir, Józef, Katarzyna, Maria, Merkury, Mojżesz, Piotr i Tęgomir
- Bośnia i Hercegowina – Święto Państwowości
- Surinam – Święto Niepodległości
- Ukraina – Dzień Pamięci Ofiar Wielkiego Głodu i Represji Politycznych
- Międzynarodowe:
  - Międzynarodowy Dzień Eliminacji Przemocy wobec Kobiet (ustanowione przez Zgromadzenie Ogólne ONZ)
  - Światowy Dzień Pluszowego Misia, ustanowione w 2002 roku w 100. rocznicę powstania zabawki pluszowego misia, nazwanego na cześć 26. prezydenta Stanów Zjednoczonych Theodora (Teddy’ego) Roosevelta (ang. Teddy Bear); obchodzone również w Polsce[1]
- Polska:
  - Dzień Kolejarza (od 1981 roku, w dniu wspomnienia św. Katarzyny Aleksandryjskiej, patronki kolejarzy)
- Kościół mariawicki – wspomnienie śmierci Felicjana Marii Franciszka Strumiłły, pierwszego kapłana mariawity
- Wspomnienia i święta w Kościele katolickim[2][3] obchodzą:
  - św. Beatrycze z Ornacieu
  - bł. Elżbieta z Reute
  - bł. Franciszka Siedliska (dziewica), znana jako bł. Maria od Pana Jezusa Dobrego Pasterza
  - św. Katarzyna Aleksandryjska (dziewica i męczennica)
  - bł.bł. Ludwik i Maria Beltrame Quattrocchi (małżonkowie)
  - bł. Mikołaj Steno (biskup)
  - św. Piotr I Aleksandryjski

## Wydarzenia w Polsce

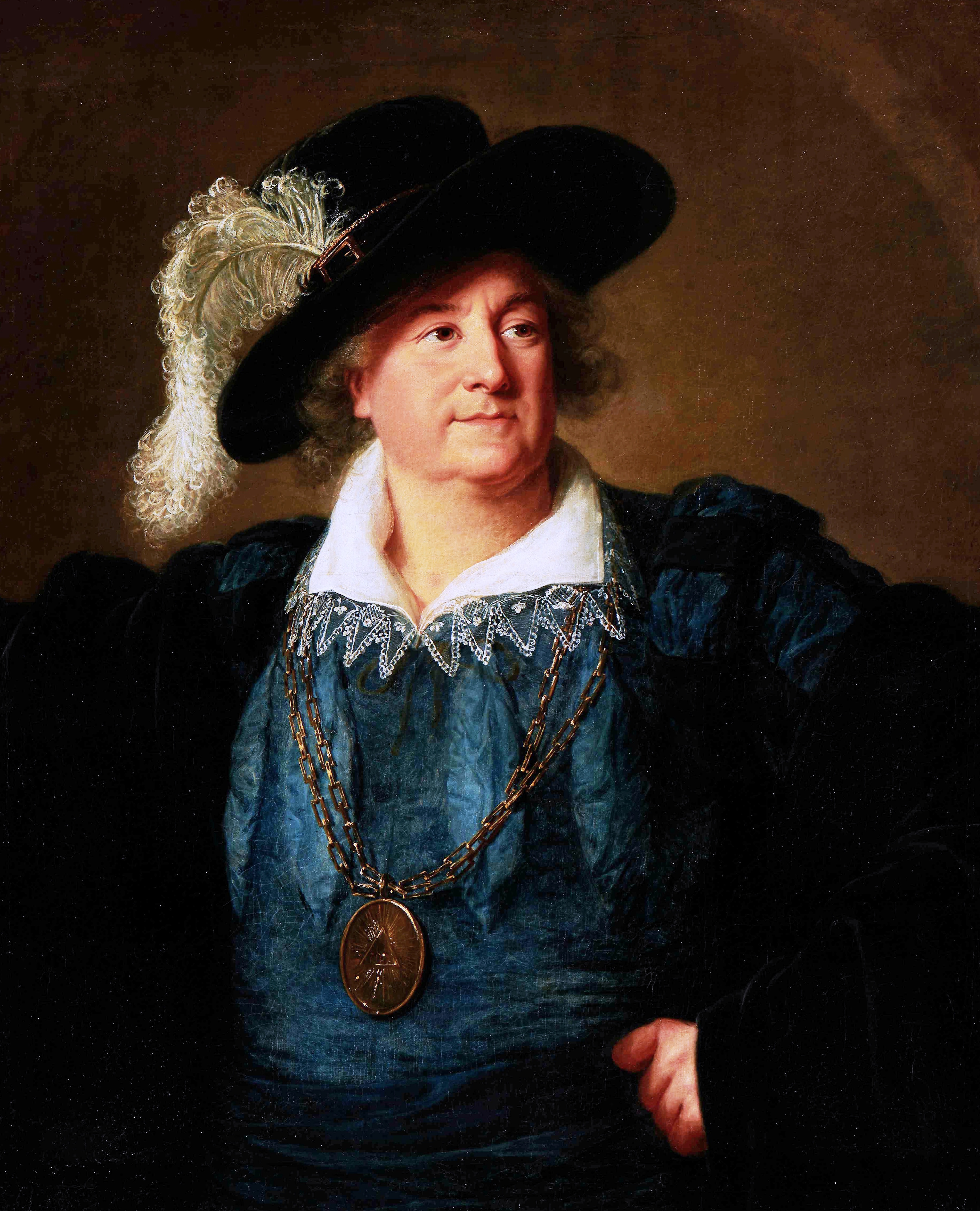
Stanisław August z emblematem masońskim na piersi (1797)

- 1202 – Został zawarty układ pomiędzy Henrykiem I Brodatym a Mieszkiem I Plątonogim, na mocy którego Henryk wykupił za 1000 grzywien część z zagarniętej mu uprzednio przez Mieszka ziemi otmuchowskiej oraz poparł starania stryja o pryncypat i krakowską dzielnicę senioralną.
- 1263 – Po raz pierwszy wzmiankowano Wrzeszcz, stanowiący obecnie część Gdańska.
- 1411 – Po zwycięskiej wielkiej wojnie z zakonem krzyżackim król Władysław II Jagiełło wyruszył pieszo w otoczeniu wyższego duchowieństwa i rycerstwa z Niepołomic do Krakowa w orszaku, na którego czele niesiono zdobyte pod Grunwaldem chorągwie krzyżackie, które zawieszono wokół grobu św. Stanisława na ścianach nawy głównej katedry wawelskiej.
- 1461 – Rozpoczął działalność pierwszy szpital miejski w Przemyślu.
- 1522 – Spłonęła doszczętnie zabudowa Świebodzina.
- 1764 – W kolegiacie św. Jana w Warszawie został koronowany król Polski Stanisław II August.
- 1795 – Stanisław II August abdykował na rzecz Rosji.
- 1806 – Cofający się przed wojskami napoleońskimi Rosjanie i Prusacy zniszczyli Most Ponińskiego w Warszawie.
- 1862 – Zainaugurowała działalność Szkoła Główna Warszawska. Inauguracyjną mowę rektorską wygłosił Józef Mianowski.
- 1863 – Powstanie styczniowe: zwycięstwo powstańców w bitwie pod Opatowem.
- 1896 – Otwarto pierwszy odcinek Wschodniogalicyjskich Kolei Lokalnych (Tarnopol-Kopyczyńce).
- 1910 – Powstało Towarzystwo Miłośników Rozwoju Fizycznego w Widzewie.
- 1914:
  - I wojna światowa: taktycznym zwycięstwem wojsk austro-węgierskich nad rosyjskimi zakończyła się bitwa pod Krakowem (16-25 listopada).
  - W Warszawie powołano Komitet Narodowy Polski.
- 1922 – Założono klub sportowy Unia Tczew.
- 1929 – Powołano Instytut Ekspertyz Sądowych z siedzibą w Warszawie (od 1945 roku w Krakowie).
- 1937 – Podniesiono banderę na niszczycielu ORP „Błyskawica”.
- 1939 – W Wilnie ukazało się pierwsze wydanie „Gazety Codziennej”.
- 1944 – Przewodniczący Krajowej Rady Narodowej Bolesław Bierut zatwierdził statut oficerów polityczno-wychowawczych w Wojsku Polskim.
- 1945:
  - Otwarto Cmentarz Powstańców Warszawy.
  - Ukazało się pierwsze wydanie katolickiego tygodnika społecznego „Dziś i Jutro”.
- 1952 – Powstała Grupa Beskidzka Górskiego Ochotniczego Pogotowia Ratunkowego.
- 1956 – Ukazało się pierwsze wydanie tygodnika „Kronika Beskidzka”.
- 1960 – Premiera filmu przygodowego Szatan z siódmej klasy w reżyserii Marii Kaniewskiej na podstawie powieści Kornela Makuszyńskiego.
- 1967 – W Teatrze Narodowym w Warszawie odbyła się premiera Dziadów Adama Mickiewicza w reżyserii Kazimierza Dejmka.
- 1976 – Telewizja Polska wyemitowała premierowy odcinek serialu kryminalnego 07 zgłoś się w reżyserii Krzysztofa Szmagiera.
- 1978 – Zainaugurowała działalność Filharmonia Sudecka w Wałbrzychu.
- 1982 – Premiera filmu psychologicznego Przeprowadzka w reżyserii Jerzego Gruzy.
- 1984 – W Zielonej Górze został założony Kabaret Potem.
- 1990 – Odbyła się pierwsza tura wyborów prezydenckich. Do drugiej tury przeszli: Lech Wałęsa i Stanisław Tymiński.
- 1991 – Odbyły się inauguracyjne posiedzenia Sejmu RP I kadencji i Senatu RP II kadencji.
- 2005 – Minister obrony narodowej Radosław Sikorski ogłosił ujawnienie archiwaliów Układu Warszawskiego.
- 2008 – Na wniosek śledczych z Instytutu Pamięci Narodowej w krypcie katedry wawelskiej dokonano ekshumacji zwłok gen. Władysława Sikorskiego.
- 2010 – Na antenie Polsatu wyemitowano ostatni (1554.) odcinek serialu Samo życie.

## Wydarzenia na świecie
- 311 – Prześladowania chrześcijan: w Aleksandrii w Egipcie zabito biskupa Piotra i jego towarzyszy.
- 1034 – Po śmierci Malcolma II nowym królem Szkocji został jego wnuk Duncan I.
- 1120 – W katastrofie „Białego Statku” zginął książę Wilhelm Adelin, jedyny ślubny syn króla Anglii Henryka I Beauclerca.
- 1177 – Król Jerozolimy Baldwin IV Trędowaty i książę Antiochii Renald z Châtillon pokonali wojska Saladyna w bitwie pod Montgisard.
- 1185 – Kardynał Umberto Crivelli został wybrany na papieża i przyjął imię Urban III.
- 1277 – Kardynał Giovanni Gaetano Orsini został wybrany na papieża i przyjął imię Mikołaj III.
- 1314 – Fryderyk III Piękny został koronowany w katedrze w Bonn na antykróla Niemiec.
- 1317 – Margrabia brandenburski Waldemar Wielki, po przegranej bitwie pod Gransee z księciem meklemburskim Henrykiem II Lwem, został zmuszony do zawarcia pokoju w Templinie i zwrócenia mu ziemi stargardzkiej.
- 1343 – Fale tsunami wywołane przez trzęsienie ziemi zniszczyły port w Neapolu.
- 1370 – Olgierd Giedyminowicz wyruszył w swoją drugą wyprawę przeciwko Moskwie.
- 1431 – Zygmunt Luksemburski koronował się w Mediolanie na króla Włoch.
- 1473 – Założono Kolegium św. Katarzyny przy Uniwersytecie w Cambridge.
- 1487 – Elżbieta York, żona Henryka VII Tudora, została koronowana na królową Anglii.
- 1491 – Rekonkwista: rozpoczęło się oblężenie Grenady, ostatniej arabskiej twierdzy w Hiszpanii.
- 1500 – Krzysztof Kolumb powrócił z trzeciej wyprawy do Nowego Świata.
- 1535 – Aniela Merici założyła w Bresci Towarzystwo św. Urszuli.
- 1596 – W Finlandii wybuchło powstanie chłopskie.
- 1600 – W bitwie pod Curtea de Argeș polska husaria pod wodzą hetmana Jana Zamoyskiego pokonała wojska hospodara Wołoszczyzny Michała Walecznego.
- 1620 – Król Szwecji Gustaw II Adolf ożenił się w Sztokholmie z Marią Eleonorą Hohenzollern.
- 1731 – W Lipsku odbyło się pierwsze wykonanie kantaty religijnej Wachet auf, ruft uns die Stimme Johanna Sebastiana Bacha.
- 1735 – Na Kremlu moskiewskim został odlany Car Kołokoł, największy dzwon na świecie.
- 1741 – W wyniku buntu pułku preobrażeńskiego na tron carski w Rosji wyniesiono Elżbietę Romanową (jako Elżbietę I).
- 1759:
  - Około 20 tys. osób zginęło w trzęsieniu ziemi o sile 7,4 stopnia w skali Richtera na Bliskim Wschodzie.
  - Wojna siedmioletnia: zwycięstwo wojsk brytyjskich nad holenderskimi w bitwie pod Czinsurem w Indiach.
- 1783 – Wojna o niepodległość Stanów Zjednoczonych: wojska brytyjskie ewakuowały się z Nowego Jorku, swego ostatniego przyczółka w USA.
- 1802 – W Budapeszcie została założona Państwowa Biblioteka Széchényiego.
- 1809 – Pod Berlinem zaginął bez śladu brytyjski dyplomata Benjamin Bathurst.
- 1847 – W Wiedniu odbyła się premiera opery Marta albo jarmark w Richmondzie z muzyką Friedricha von Flotowa i librettem Friedricha Wilhelma Riesego.
- 1863 – Wojna secesyjna: zwycięstwo wojsk Unii w III bitwie pod Chattanooga.
- 1871 – W Cesarstwie Austriackim utworzono rząd Adolfa von Auersperga.
- 1872 – Kanadyjski astronom James Craig Watson odkrył planetoidę (128) Nemesis.
- 1874 – Juan Bautista Gill został prezydentem Paragwaju.
- 1876 – Wojna o Black Hills: zwycięstwo armii amerykańskiej nad Indianami w bitwie nad Bates Creek w Wyoming.
- 1878 – Cándido Bareiro został prezydentem Paragwaju.
- 1880 – Założono miasto Tunuyán w Argentynie.
- 1885 – Utworzono pierwszy kanadyjski Park Narodowy Banff.
- 1886 – Patricio Escobar został prezydentem Paragwaju.
- 1890 – Juan Gualberto González został prezydentem Paragwaju.
- 1892 – Francuski astronom Auguste Charlois odkrył planetoidę (346) Hermentaria.
- 1894 – Juan Bautista Egusquiza został prezydentem Paragwaju.
- 1897 – Alejandro López de Romaña(inne języki) został premierem Peru.
- 1898 – Emilio Aceval został prezydentem Paragwaju.
- 1901 – Aleksandros Zaimis został po raz drugi premierem Grecji.
- 1902 – Juan Antonio Escurra został prezydentem Paragwaju.
- 1906 – Benigno Ferreira został prezydentem Paragwaju.
- 1910 – Manuel Gondra został prezydentem Paragwaju.
- 1915 – Albert Einstein sformułował ogólną teorię względności (została opublikowana w następnym roku).
- 1916 – I wojna światowa: rozpoczęła się bitwa pod Bukaresztem.
- 1917 – W Rosji Radzieckiej odbyły się jedyne wolne wybory parlamentarne. Eserowcy uzyskali 410, a bolszewicy 175 na 707 miejsc. Konstytuanta zebrała się tylko raz, 5 stycznia 1918 roku.
- 1918 – Wojwodina i Czarnogóra zostały przyłączone do Królestwa Serbii.
- 1920 – Simon Vratzian został ostatnim premierem Demokratycznej Republki Armenii.
- 1925 – Prajadhipok został królem Syjamu.
- 1935 – W ZSRR ustanowiono Order Znak Honoru.
- 1936 – III Rzesza zawarła sojusz z Japonią (tzw. Pakt antykominternowski).
- 1938:
  - Ławrientij Beria został ludowym komisarzem spraw wewnętrznych.
  - Samodzielna Grupa Operacyjna „Śląsk” stoczyła zwycięską bitwę o Czadcę z jednostkami czechosłowackimi.
- 1939 – Założono ekwadorski klub piłkarski América Quito.
- 1940:
  - Dokonano oblotu brytyjskiego samolotu wielozadaniowego De Havilland Mosquito.
  - Na Litwie, Łotwie i w Estonii wszedł do obiegu rubel radziecki.
  - W porcie Hajfa brytyjskie okręty wojenne ostrzelały francuski statek „Patria” ze 1800 nielegalnymi żydowskimi imigrantami, w wyniku czego zginęło 260 osób, a 172 zostały ranne.
- 1941:
  - Finlandia przystąpiła do Paktu antykominternowskiego.
  - W Forcie IX twierdzy w Kownie zostało zamordowanych 2934 niemieckich Żydów.
- 1942: 
  - Front wschodni: rozpoczęła się ofensywa Armii Czerwonej na broniony przez Niemców tzw. występ rżewski.
  - Wojna na Pacyfiku: do portu Moji zawinęły japońskie piekielne statki „Dainichi Maru” i „Singapore Maru”. Podczas 26-dniowego rejsu z Singapuru w ich ładowniach zmarło 140 alianckich jeńców wojennych.
- 1943 – W Kownie odbyło się pierwsze posiedzenie Najwyższego Komitetu Wyzwolenia Litwy.
- 1944:
  - Wojna na Pacyfiku: zwycięstwo wojsk amerykańskich w bitwie o Peleliu; 220 mil morskich na wschód od Singapuru został storpedowany przez amerykański okręt podwodny USS "Cavalla" japoński niszczyciel „Shimotsuki”, po czym zatonął z większością załogi, dowódcą i sztabem flotylli.
  - W wyniku uderzenia niemieckiego pocisku rakietowego V2 w dom towarowy w londyńskiej dzielnicy New Cross zginęło 168 osób, a 123 zostały ranne.
- 1945 – Partia Ludowa wygrała wybory parlamentarne w Austrii.
- 1947:
  - Nowa Zelandia ratyfikowała Statut Westminsterski.
  - Opublikowano pierwszą wersję tzw. czarnej listy Hollywood.
- 1952 – W Londynie odbyła się premiera sztuki Agathy Christie Pułapka na myszy, najdłużej bez przerwy wystawianej sztuki na świecie.
- 1953 – Węgierska „złota jedenastka” pokonała w meczu towarzyskim na Wembley w Londynie Anglię 6:3.
- 1955 – Została sformowana Brygada Walki Specjalnej Marynarki Wojennej Republiki Korei.
- 1956 – 82 rewolucjonistów (w tym bracia Raúl i Fidel Castro oraz Ernesto Guevara) wypłynęło z Meksyku na jachcie „Granma” na Kubę, gdzie 2 grudnia zostali rozgromieni przez siły rządowe.
- 1958 – Sudan Francuski uzyskał autonomię.
- 1960 – Na zlecenie dyktatora Dominikany Rafaela Leónidasa Trujillo zostały zamordowane trzy stojące na czele opozycji siostry Mirabal. W 1999 roku ONZ ustanowiła rocznicę ich śmierci międzynarodowym dniem walki z przemocą wobec kobiet.
- 1961 – Wszedł do służby pierwszy lotniskowiec o napędzie atomowym USS „Enterprise”.
- 1963 – Na Cmentarzu Narodowym w Arlington został pochowany zamordowany prezydent USA John F. Kennedy.
- 1968 – W Froissy w północnej Francji w pożarze placówki opiekuńczej zginęło 14 niepełnosprawnych dzieci w wieku od 10 do 14 lat.
- 1969:
  - John Lennon zwrócił królowej brytyjskiej Elżbiecie II Order Imperium Brytyjskiego, protestując w ten sposób przeciw popieraniu przez rząd brytyjski poczynań USA w Wietnamie i mieszaniu się w sprawę zbuntowanej Republiki Biafry w Nigerii.
  - Została zburzona tymczasowa zapora, która 12 czerwca tego roku odcięła dopływ wody do amerykańskiej części wodospadu Niagara. W tym samym czasie uprzątnięto wielkie głazy zalegające na dnie, co umożliwiło rejsy statków pod sam wodospad.
- 1970 – Papież Paweł VI rozpoczął 9. podróż apostolską do Azji i Australii.
- 1973:
  - Grupa greckich oficerów dokonała zamachu stanu, obalając dyktatora Jeorjosa Papadopoulosa.
  - W więzieniu w Walpole w stanie Massachusetts został zasztyletowany przez nieznanego sprawcę seryjny morderca Albert DeSalvo („Dusiciel z Bostonu”).
- 1975:
  - Surinam (pod nazwą Gujana Holenderska) uzyskał niepodległość (od Holandii).
  - W Portugalii doszło do nieudanego komunistycznego zamachu stanu.
- 1976 – Program Interkosmos: dokonano wyboru sześciu pilotów wojskowych z Polski, Czechosłowacji i NRD, którzy mieli się przygotowywać w Gwiezdnym Miasteczku pod Moskwą do lotów w kosmos (Mirosław Hermaszewski, Zenon Jankowski, Sigmund Jähn, Eberhard Köllner, Oldřich Pelčák i Vladimír Remek).
- 1980 – Płk Saye Zerbo dokonał zamachu stanu w Górnej Wolcie (obecnie Burkina Faso).
- 1981 – Kardynał Joseph Ratzinger otrzymał z rąk papieża Jana Pawła II nominację na prefekta Kongregacji Nauki Wiary.
- 1984 – Brytyjsko-irlandzka supergrupa Band Aid nagrała singiel charytatywny Do They Know It’s Christmas?
- 1987 – Palestyński terrorysta przedarł się samochodem na teren izraelskiej bazy wojskowej w pobliżu miasta Kirjat Szemona i zabił przy użyciu granatów ręcznych i broni maszynowej siedmiu żołnierzy, a 8 zranił, po czym sam zginął.
- 1988 – Rada Sąjūdisu wybrała na przewodniczącego Vytautasa Landsbergisa, ustalono również, że po 6 miesiącach przewodniczącym zostanie Romualdas Ozolas.
- 1990 – Palestyński terrorysta z Islamskiego Dżihadu przekroczył granicę egipsko-izraelską i otworzył ogień w kierunku samochodów wojskowych, zabijając 4 Izraelczyków i raniąc 26, po czym zbiegł do Egiptu.
- 1992:
  - Nouhak Phoumsavanh został prezydentem Laosu.
  - Parlament Czechosłowacji podjął decyzję o podziale kraju na niepodległe Czechy i Słowację z dniem 1 stycznia 1993 roku.
  - Premiera filmu Bodyguard w reżyserii Mika Jacksona.
- 1998 – Brytyjscy lordowie-sędziowie stosunkiem głosów 3:2 uznali, że byłemu chilijskiemu dyktatorowi Augusto Pinochetowi nie przysługuje immunitet, wobec czego może być aresztowany i przekazany hiszpańskiemu wymiarowi sprawiedliwości.
- 2000:
  - 26 osób zginęło w wyniku najsilniejszego od 158 lat trzęsienia ziemi w stolicy Azerbejdżanu Baku.
  - Papież Jan Paweł II erygował ordynariat wojskowy na Litwie.
- 2001:
  - Interwencja NATO w Afganistanie: wybuchł bunt talibskich więźniów w forcie Qala-e-Jangi.
  - Maria Krescencja Höss została kanonizowana w Watykanie przez papieża Jana Pawła II.
- 2002 – Utworzono Departament Bezpieczeństwa Krajowego Stanów Zjednoczonych.
- 2005 – Słowacka fujara pasterska została wpisana na listę Arcydzieł Ustnego i Niematerialnego Dziedzictwa Ludzkości UNESCO.
- 2006 – Otwarto pierwszy odcinek metra w Maracaibo (Wenezuela).
- 2007:
  - Micheil Saakaszwili ustąpił ze stanowiska prezydenta Gruzji aby móc ubiegać się o reelekcję w rozpisanych po protestach opozycji przedterminowych wyborach. P.o. prezydenta została przewodnicząca parlamentu Nino Burdżanadze.
  - Nader al-Dahabi został premierem Jordanii.
- 2008 – Na Grenlandii odbyło się referendum w sprawie poszerzenia autonomii wyspy.
- 2009:
  - José Mujica zwyciężył w II turze wyborów prezydenckich w Urugwaju.
  - W referendum konstytucyjnym mieszkańcy Saint Vincent i Grenadyn sprzeciwili się zastąpieniu monarchii republiką.
  - Yves Leterme został premierem Belgii.
- 2010 – Ogłoszono odkrycie pierwszej pozaziemskiej atmosfery tlenowej na księżycu Saturna – Rea.
- 2013 – Zakończono produkcję samochodu sportowego Lamborghini Gallardo.
- 2014:
  - Abchazja i Rosja zawarły układ o sojuszu i strategicznym partnerstwie.
  - Papież Franciszek przybył z jednodniową wizytą do Strasburga.
- 2016 – W zderzeniu dwóch pociągów pasażerskich w prowincji Semnan na północy Iranu zginęło 36 osób, a ok. 100 zostało rannych.
- 2018:
  - Patriarchowie konstantynopolski Bartłomiej I i rumuński Daniel I poświęcili Katedrę Zbawienia Narodu w Bukareszcie, jedną z największych świątyni na świecie.
  - Roksana Węgiel wygrała w Mińsku 16. Konkurs Piosenki Eurowizji Junior.
- 2019 – W Dreźnie dokonano włamania do muzeum jubilerstwa i złotnictwa Grünes Gewölbe skąd skradziono wiele kosztowności.
- 2020 – Na mocy porozumienia kończącego konflikt w Górskim Karabachu Azerbejdżan przejął kontrolę nad częścią rejonu Kəlbəcər wraz z miastem Kəlbəcər.
- 2021:
  - Gen Nicolae Ciucă został premierem Rumunii.
  - W wyniku wybuchu metanu w kopalni węgla kamiennego w Gramoteinie koło Kemerowa w Rosji zginęło 51 osób (46 górników i 5 ratowników), a 76 odniosło obrażenia.
- 2024:
  - Jedna osoba zginęła, a trzy zostały ranne w katastrofie Boeinga 737 linii Swiftair w Wilnie[4].
  - Na Litwie wprowadzona została żałoba narodowa; później przedłużona do pięciu dni, aż do 30 listopada 2024[5].

## Urodzili się
- 1274 – Katarzyna I de Courtenay, tytularna cesarzowa Konstantynopola (zm. 1307/08)
- 1386 – Elżbieta z Reute, niemiecka franciszkańska tercjarka regularna, błogosławiona (zm. 1420)
- 1453 – Juan de Vera, hiszpański duchowny katolicki, arcybiskup Salerno, kardynał (zm. 1507)
- 1454 – Katarzyna Cornaro, królowa Cypru (zm. 1510)
- 1493 – Katarzyna z Czarnogóry, serbsko-chorwacka tercjarka dominikańska, mistyczka, błogosławiona (zm. 1565)
- 1530 – Faustina Amerbach, szwajcarska arystokratka (zm. 1602)
- 1540 – Andrzej Opaliński, polski szlachcic, polityk, marszałek wielki koronny (zm. 1593)
- 1541 – Michele Bonelli, włoski duchowny katolicki, biskup Albano, kardynał, teolog, wykładowca akademicki (zm. 1598)
- 1545 – Ana de Jesus, hiszpańska karmelitanka, Służebnica Boża (zm. 1621)
- 1562 – Lope de Vega, hiszpański dramaturg (zm. 1635)
- 1569 – Fryderyk Kettler, książę Kurlandii i Semigalii (zm. 1642)
- 1577 – Piet Hein, holenderski admirał (zm. 1629)
- 1593 – Alan de Solminhac, francuski duchowny katolicki, biskup Cahors, opat, kanonik regularny, błogosławiony (zm. 1659)
- 1609 – Henrietta Maria Burbon, księżniczka francuska, królowa Anglii (zm. 1669)
- 1613:
  - Filip VII, hrabia Waldeck-Wildungen (zm. 1645)
  - Wawrzyniec Rast, polski duchowny luterański, pedagog (zm. 1676)
- 1638 – Katarzyna Bragança, księżniczka portugalska, królowa Anglii (zm. 1705)
- 1644 – Franciszek de Posadas, hiszpański dominikanin, błogosławiony (zm. 1713)
- 1680 – Urszula Katarzyna Bokum, księżna cieszyńska (zm. 1743)
- 1699 – Pierre Subleyras(inne języki), francuski malarz (zm. 1749)
- 1703 – Jean-François Séguier(inne języki), francuski astronom, botanik (zm. 1784)
- 1712 – Charles-Michel de L’Épée, francuski pedagog (zm. 1789)
- 1717 – Aleksandr Sumarokow, rosyjski prozaik, dramaturg, poeta, wolnomularz (zm. 1777)
- 1728 – Jędrzej Kitowicz, polski duchowny katolicki, historyk, pamiętnikarz, konfederat barski (zm. 1804)
- 1735 – Grzegorz Piramowicz, polski ksiądz, kaznodzieja, pedagog, działacz oświatowy, pisarz i poeta oświeceniowy, teoretyk wymowy i poezji, filozof, pochodzenia ormiańskiego (zm. 1801)
- 1738 – Thomas Abbt, niemiecki filozof (zm. 1766)
- 1739 – Maria Klotylda od św. Franciszka Borgiasza Paillot, francuska urszulanka, męczennica, błogosławiona (zm. 1794)
- 1743:
  - Wilhelm Henryk Hanowerski, książę Brunszwiku i Lüneburga oraz Wielkiej Brytanii i Irlandii, marszałek polny (zm. 1805)
  - Giovanni Battista Zauli, włoski kardynał (zm. 1819)
- 1747 – Sebastián Martínez y Pérez, hiszpański kupiec, mecenas sztuki (zm. 1800)
- 1752 – Johann Friedrich Reichardt, niemiecki kompozytor (zm. 1814)
- 1758 – John Armstrong Jr., amerykański polityk, senator (zm. 1843)
- 1768 – Charles Meynier, francuski malarz, dekorator (zm. 1832)
- 1774 – Stefan Bellesini, włoski augustianin, błogosławiony (zm. 1840)
- 1777 – Andrzej Ruttié, polski generał, uczestnik powstania listopadowego (zm. 1853)
- 1782 – Thomas Contee Worthington, amerykański polityk (zm. 1847)
- 1783 – Christian Andreas Zipser, austriacki pedagog, przyrodnik (zm. 1864)
- 1787 – Franz Xaver Gruber, austriacki nauczyciel, organista (zm. 1863)
- 1803 – Szymon Fabian, polski farmaceuta, filantrop (zm. 1885)
- 1806 – Walter Montagu-Douglas-Scott, brytyjski arystokrata, polityk (zm. 1884)
- 1808:
  - Wojciech Darasz, polski działacz niepodległościowy, publicysta, uczestnik powstania listopadowego, emigrant (zm. 1852)
  - Edmund Krasicki, polski hrabia, ziemianin, oficer (zm. 1894)
  - Lucjan Plater, polski podporucznik, uczestnik powstania listopadowego, emigrant (zm. 1857)
- 1810 – Nikołaj Pirogow, rosyjski lekarz, pionier nowoczesnej chirurgii (zm. 1881)
- 1812 – María Josefa Mujía, boliwijska poetka (zm. 1888)
- 1814:
  - Hans Hugo von Kleist-Retzow, pruski polityk (zm. 1892)
  - Julius Robert von Mayer, niemiecki lekarz, fizyk (zm. 1878)
- 1815 – Andreas Menzel, niemiecki duchowny i teolog katolicki, wykładowca akademicki (zm. 1886)
- 1816 – Victor Adolphe Malte-Brun, francuski geograf, kartograf (zm. 1889)
- 1819 – Franz von Erlach, szwajcarski artylerzysta (zm. 1889)
- 1820 – Jan Konrad Załuski, polski hrabia, ziemianin, literat, publicysta, działacz gospodarczy (zm. 1887)
- 1821 – Albert Żamett, polski malarz, rysownik (zm. 1876)
- 1823 – Henry Wirz, szwajcarski lekarz, kapitan amerykańskiej armii konfederackiej, zbrodniarz wojenny (zm. 1865)
- 1826 – Carlo Nocella, włoski kardynał (zm. 1908)
- 1835 – Andrew Carnegie, amerykański przemysłowiec pochodzenia szkockiego (zm. 1919)
- 1838:
  - Friedrich Bernhardi, niemiecki przemysłowiec (zm. 1916)
  - Konrad Brandel, polski fotograf, wynalazca, fotoreporter, kronikarz Warszawy (zm. 1920)
  - Iwan Neczuj-Łewycki, ukraiński pisarz, pedagog (zm. 1918)
- 1839 – Stanisław Duniecki, polski kompozytor, dyrygent (zm. 1870)
- 1840 – Sava Grujić, serbski generał, polityk, premier Serbii (zm. 1913)
- 1841:
  - Georges Hayem, francuski internista, wykładowca akademicki (zm. 1933)
  - Ernst Schröder, niemiecki matematyk, wykładowca akademicki (zm. 1902)
- 1843 – Stanisław Gromnicki, polski duchowny katolicki, prałat, kaznodzieja, działacz społeczny (zm. 1921)
- 1844 – Carl Benz, niemiecki inżynier, pionier motoryzacji (zm. 1929)
- 1845:
  - José Maria de Eça de Queirós, portugalski pisarz, publicysta, dyplomata (zm. 1900)
  - Katarzyna Oswald, polska aktorka (zm. 1928)
  - Władimir Sabler, rosyjski prawnik, polityk (zm. 1929)
- 1846 – Carry Nation, amerykańska działaczka społeczna (zm. 1911)
- 1847 – Grzegorz Augustynik, polski duchowny katolicki, działacz społeczno-kulturalny (zm. 1929)
- 1848:
  - William Frederick Denning, brytyjski astronom (zm. 1931)
  - Maria Katarzyna Irigoyen Echegaray, hiszpańska zakonnica, błogosławiona (zm. 1918)
- 1850:
  - Wasyl Dawydiak, ukraiński duchowny greckokatolicki, polityk (zm. 1922)
  - Nikołaj Klejgels, rosyjski generał kawalerii, polityk (zm. 1916)
  - Gustav Meyer, niemiecki filolog, bałkanista, wykładowca akademicki (zm. 1900)
  - Aleksander Mroczkowski, polski malarz (zm. 1927)
  - Eduard Sievers, niemiecki filolog, językoznawca, mediewista, wykładowca akademicki (zm. 1932)
- 1852:
  - Paul Hillemacher, francuski pianista, kompozytor (zm. 1933)
  - Reinhold Krohn, niemiecki inżynier budownictwa (zm. 1932)
- 1855 – Jan Konrad Roszkowski, polski generał dywizji, prawnik (zm. 1926)
- 1856 – Siergiej Taniejew, rosyjski kompozytor (zm. 1915)
- 1857:
  - Archibald Garrod, brytyjski genetyk (zm. 1936)
  - Frederick Haultain, kanadyjski polityk (zm. 1942)
  - Piotr Koreywo, polski generał dywizji, prawnik (zm. 1923)
- 1859 – Arthur Kronthal, niemiecki przemysłowiec, historyk pochodzenia żydowskiego (zm. po 1938)
- 1860:
  - Lillian Langdon, amerykańska aktorka (zm. 1943)
  - Stanisław Niezabitowski, polski ziemianin, polityk (zm. 1941)
- 1861:
  - Phyllis Allen, amerykańska aktorka (zm. 1938)
  - Markus Hajek, austriacki otorynolaryngolog (zm. 1941)
- 1862 – Ethelbert Nevin, amerykański pianista, kompozytor (zm. 1901)
- 1865:
  - Kate Gleason, amerykańska inżynier, bizneswoman, filantropka (zm. 1933)
  - Gustaf Söderström, szwedzki lekkoatleta, przeciągacz liny (zm. 1958)
- 1867 – Marcel Serret, francuski generał (zm. 1916)
- 1868 – Ernest Ludwik, wielki książę Hesji i Renu (zm. 1937)
- 1869 – Maria Katarzyna Gieysztor, polska nauczycielka, działaczka społeczna (zm. 1948)
- 1870:
  - Maksymilian Biro, polski neurolog pochodzenia żydowskiego (zm. 1941/42)
  - Solanus Casey, amerykański duchowny katolicki, błogosławiony (zm. 1957)
  - Maurice Denis, francuski malarz, grafik (zm. 1943)
  - František Karel Studnička, czeski lekarz, biolog, anatom, histolog, embriolog, historyk nauki (zm. 1955)
- 1872 – Robert de Flers, francuski dramaturg (zm. 1927)
- 1873 – Pierre Lacau, francuski filolog, archeolog, egiptolog (zm. 1963)
- 1874:
  - Joe Gans, amerykański bokser (zm. 1910)
  - Lewis Spence, szkocki dziennikarz, folklorysta (zm. 1955)
- 1875:
  - Adam Jaroszewski, polski pułkownik piechoty (zm. 1920)
  - Norman Stevenson, szkocki hokeista na trawie (zm. 1967)
- 1876:
  - Giuseppe Belluzzo, włoski inżynier, wynalazca, polityk (zm. 1952)
  - Wiktoria Melita Koburg, członkini brytyjskiej rodziny królewskiej, wielka księżna heska i rosyjska (zm. 1936)
  - Paul Nitsche, niemiecki psychiatra, zbrodniarz nazistowski (zm. 1948)
  - Joseph Anton Schneiderfranken, niemiecki pisarz, malarz (zm. 1943)
- 1877:
  - Guilherme Augusto Inácio da Cunha Guimarães, portugalski duchowny katolicki, biskup Angry (zm. 1957)
  - William Sorelle, kanadyjsko-amerykański aktor (zm. 1944)
- 1878 – Gustaw Simon, polski ekonomista, polityk, kierownik resortu pracy i polityki społecznej (zm. 1941)
- 1879 – Maurice Vignerot, francuski krokiecista (zm. 1953)
- 1880 – Leonard Woolf, brytyjski teoretyk polityczny, pisarz, urzędnik (zm. 1969)
- 1881 – Jan XXIII, papież (zm. 1963)
- 1883 – Diego Martínez Barrio, hiszpański polityk, premier i tymczasowy prezydent II Republiki Hiszpańskiej (zm. 1962)
- 1884 – Stefan Kołomłocki, polski malarz, ilustrator, pisarz, działacz harcerski (zm. 1931)
- 1885:
  - Sigurd Juslén, fiński żeglarz sportowy (zm. 1954)
  - Stanisław Kielak, polski polityk, wicemarszałek Sejmu RP (zm. 1940)
- 1887 – Nikołaj Wawiłow, rosyjski genetyk (zm. 1943)
- 1889:
  - Tahar Ben Ammar, tunezyjski polityk, premier Tunezji (zm. 1985)
  - Fritz Cockerell, niemiecki konstruktor silników, motocykli i samochodów (zm. 1965)
- 1890 – Włodzimierz Pfeiffer, polski księgarz, bibliofil, esperantysta, fotograf, krajoznawca (zm. 1941)
- 1891:
  - Salomon Jonkler, polski architekt pochodzenia żydowskiego (zm. 1943)
  - Iwan Kabakow, radziecki polityk (zm. 1937)
  - Kłym Poliszczuk, ukraiński poeta, prozaik, publicysta (zm. 1937)
- 1892:
  - Ireneusz Branowski, polski major piechoty (zm. 1936)
  - Otto Harder, niemiecki piłkarz, funkcjonariusz nazistowski, zbrodniarz wojenny (zm. 1956)
  - Wiktor Szandorowski, polski pułkownik lotnictwa, pływak (zm. 1948)
  - Wacław Szymański, polski rolnik, działacz społeczny, polityk, poseł na Sejm RP (zm. 1975)
- 1893:
  - Maria Julia Ivanišević, chorwacka zakonnica, męczennica, błogosławiona (zm. 1941)
  - Peter Schlütter, duński żeglarz sportowy (zm. 1959)
- 1894 – Håkon Ellingsen, norweski wioślarz (zm. 1971)
- 1895:
  - Wilhelm Kempff, niemiecki pianista, kompozytor (zm. 1991)
  - Ludvík Svoboda, czechosłowacki generał, polityk, prezydent Czechosłowacji (zm. 1979)
- 1896 – Tore Holm, szwedzki żeglarz sportowy (zm. 1977)
- 1898 – Jack Patrick, amerykański rugbysta (zm. 1959)
- 1899:
  - Tadeusz Białoszczyński, polski aktor (zm. 1979)
  - Jack Brownlie, nowozelandzki rugbysta (zm. 1972)
  - William Burnett(inne języki), amerykański pisarz (zm. 1982)
  - Väinö Kokkinen, fiński zapaśnik (zm. 1967)
- 1900:
  - Helen Gahagan Douglas, amerykańska aktorka, polityk (zm. 1980)
  - Stefan Gołębiowski, polski poeta, polityk, poseł na Sejm PRL (zm. 1991)
  - Gaetano Martino, włoski lekarz, wykładowca akademicki, polityk (zm. 1967)
- 1901:
  - Klaas Breeuwer, holenderski piłkarz (zm. 1961)
  - Rudolf Höß, niemiecki funkcjonariusz i zbrodniarz nazistowski (zm. 1947)
  - Adele Kern, niemiecka śpiewaczka operowa (zm. 1980)
  - Arthur Liebehenschel, niemiecki funkcjonariusz i zbrodniarz nazistowski (zm. 1948)
  - Tibor Serly, amerykański muzyk, kompozytor pochodzenia węgierskiego (zm. 1978)
  - Fernando Tambroni, włoski prawnik, polityk, premier Włoch (zm. 1963)
- 1902:
  - Julia Brystiger, polska działaczka komunistyczna, funkcjonariuszka aparatu bezpieczeństwa pochodzenia żydowskiego (zm. 1975)
  - Marian Minor, polski polityk, prezydent Łodzi (zm. 1973)
  - Izydor Redler, polski piłkarz (zm. 1981)
  - Andrzej Skupień Florek, polski poeta ludowy, gawędziarz, historyk amator (zm. 1973)
  - Walerian Zamiara, polski kapral piechoty (zm. 1920)
- 1903:
  - William DeHart Hubbard, amerykański lekkoatleta, skoczek w dal, trójskoczek i sprinter (zm. 1976)
  - Władysław Milewicz, polski lekarz, polityk, senator RP (zm. 1978)
- 1904:
  - Ba Jin, chiński pisarz, polityk (zm. 2005)
  - Lillian Copeland, amerykańska lekkoatletka, kulomiotka, oszczepniczka i dyskobolka pochodzenia polsko-żydowskiego (zm. 1964)
  - Helena Grossówna, polska aktorka, tancerka (zm. 1994)
  - Zdzisław Kieturakis, polski chirurg, wykładowca akademicki (zm. 1971)
- 1905:
  - Patrick Devlin, brytyjski prawnik, sędzia, adwokat (zm. 1992)
  - John Henry Rushton, amerykański inżynier chemik, wykładowca akademicki (zm. 1985)
  - Józefat Sikorski, polski działacz akademicki, uczestnik konspiracji antyhitlerowskiej (zm. 1942)
  - Antoni Wacyk, polski prawnik, pisarz, publicysta (zm. 2000)
- 1906 – Karl Waldbrunner, austriacki inżynier, polityk (zm. 1980)
- 1907:
  - Stanisław Borczyk, polski polityk emigracyjny (zm. 1997)
  - Johnny Hindmarsh, brytyjski kierowca wyścigowy (zm. 1938)
  - Józef Łastowski, polski inżynier hutnik, polityk, poseł na Sejm PRL (zm. 1986)
  - Władysław Szelka, polski sierżant piechoty, żołnierz ZWZ-AK (zm. 1944)
  - Witold Wypijewski, polski piłkarz, trener (zm. 1981)
- 1908:
  - Gustavo Marzi, włoski szablista, florecista (zm. 1966)
  - Manuel Antonio de Varona, kubański prawnik, polityk, premier Kuby (zm. 1992)
- 1909:
  - Maria Bogda, polska aktorka (zm. 1981)
  - Sisowath Monireth, kambodżański książę, polityk, premier Kambodży (zm. 1975)
- 1910:
  - Toon Oprinsen, holenderski piłkarz (zm. 1945)
  - Willlie Smith, amerykański saksofonista, klarnecista i wokalista jazzowy (zm. 1967)
- 1911:
  - Paul Murry, amerykański autor filmów animowanych i komiksów (zm. 1989)
  - Sten Suvio, fiński bokser (zm. 1988)
- 1912:
  - Francis Durbridge, brytyjski pisarz (zm. 1998)
  - Manol Konomi, albański prawnik, polityk (zm. 2002)
  - Imre Szabó, węgierski prawnik, wykładowca akademicki (zm. 1991)
- 1913 – Tadeusz Wacław Nowacki, polski pedagog (zm. 2011)
- 1914:
  - Joe DiMaggio, amerykański baseballista pochodzenia włoskiego (zm. 1999)
  - Iwan Palakou, radziecki polityk (zm. 2004)
- 1915:
  - Gösta Frändfors, szwedzki zapaśnik (zm. 1973)
  - Anna Kłodzińska, polska dziennikarka, pisarka (zm. 2008)
  - Augusto Pinochet, chilijski generał, polityk, prezydent Chile (zm. 2006)
- 1916 – Marija Anikanowa, rosyjska łyżwiarka szybka (zm. 2005)
- 1917:
  - Luigi Poggi, włoski kardynał (zm. 2010)
  - Noboru Terada, japoński pływak (zm. 1986)
- 1918:
  - Mykoła Borysenko, radziecki i ukraiński polityk (zm. 1980)
  - Giuseppe Grezar, włoski piłkarz (zm. 1949)
  - Frane Matošić, chorwacki piłkarz, trener (zm. 2007)
- 1919:
  - Mikołaj Krupski, polski generał brygady MO (zm. 2018)
  - Stig Nyström, szwedzki piłkarz (zm. 1983)
  - Józef Wanat, polski inżynier mechanik, polityk, poseł na Sejm PRL (zm. 1991)
- 1920:
  - Karolina Borchardt, polska aktorka (zm. 2011)
  - João Bráz, brazylijski koszykarz (zm. 1996)
  - Roman Kamienik, polski historyk, wykładowca akademicki (zm. 1991)
  - Wiaczesław Kwitinski, radziecki dowódca partyzancki (zm. 1995)
  - Ricardo Montalbán, amerykański aktor (zm. 2009)
  - Noel Neill, amerykańska aktorka (zm. 2016)
  - Józef Niweliński, polski biolog, farmaceuta (zm. 2010)
  - Putra, sułtan stanu Perlis i król Malezji (zm. 2000)
  - Antonín Vězda, czeski lichenolog, leśniczy (zm. 2008)
- 1921:
  - János Pilinszky, węgierski poeta (zm. 1981)
  - Jadwiga Wilkoń-Michalska, polska profesor nauk przyrodniczych (zm. 2005)
- 1922:
  - Boguchwała Bramińska, polska malarka, konserwatorka zabytków (zm. 2019)
  - Elwira Brodowicz-Turska, polska aktorka, reżyserka teatralna (zm. 2016)
  - Bob Holbert, amerykański kierowca wyścigowy (zm. 2007)
  - Ilja Hurník, czeski pianista, kompozytor (zm. 2013)
- 1923:
  - Mauno Koivisto, fiński polityk, ekonomista, premier i prezydent Finlandii (zm. 2017)
  - Henryk Lesiński, polski historyk, profesor nauk humanistycznych, archiwista (zm. 1994)
  - Aleksandra Olędzka-Frybesowa, polska poetka, eseistka, tłumaczka (zm. 2012)
- 1924:
  - Paul Desmond, amerykański saksofonista jazzowy (zm. 1977)
  - Ante Marković, chorwacki polityk, premier Jugosławii (zm. 2011)
- 1925:
  - Henryk Jagodziński, polski wioślarz (zm. 2002)
  - Nonna Mordiukowa, rosyjska aktorka (zm. 2008)
  - Jadwiga Zajiček, polska montażystka filmowa (zm. 2023)
- 1926:
  - Poul Anderson, amerykański pisarz (zm. 2001)
  - Ivano Fontana, włoski bokser (zm. 1993)
  - Jeffrey Hunter, amerykański aktor, producent filmowy (zm. 1969)
- 1928:
  - Etta Jones, amerykańska wokalistka jazzowa (zm. 2001)
  - Ju Kyu Ch’ang, północnokoreański generał, polityk (zm. 2018)
  - Stanisław Szczuka, polski adwokat, działacz opozycji antykomunistycznej (zm. 2011)
- 1929:
  - Eugeniusz Gąsior, polski biochemik, biolog molekularny (zm. 1993)
  - Włodzimierz Wesołowski, polski socjolog (zm. 2020)
- 1930:
  - Brian Herbinson, kanadyjski jeździec sportowy (zm. 2022)
  - Clarke Scholes, amerykański pływak (zm. 2010)
  - Teresa Sulgostowska, polska profesor nauk przyrodniczych (zm. 2015)
  - Jan P. Syse, norweski polityk, premier Norwegii (zm. 1997)
  - Jan Śliwak, polski działacz sportowy (zm. 2011)
- 1931:
  - Dickie Jeeps, angielski rugbysta, działacz sportowy (zm. 2016)
  - Jan Rutkiewicz, polski reżyser, scenarzysta i kostiumograf filmowy (zm. 2016)
  - Jerzy Szydłowski, polski archeolog, muzealnik (zm. 1997)
  - Walerian Włodarczyk, polski esperantysta, filolog, dziennikarz (zm. 1977)
- 1932:
  - Marian Ejma-Multański, polski dyplomata (zm. 2024)
  - Takayo Fischer, amerykańska aktorka, piosenkarka pochodzenia japońskiego
  - Franz Grave, niemiecki duchowny katolicki, biskup Essen (zm. 2022)
  - Maude Karlén, szwedzka gimnastyczka
  - Eugeniusz Spisacki, polski trener koszykówki (zm. 2017)
- 1933:
  - Kathryn Grant Crosby, amerykańska aktorka (zm. 2024)
  - Andrzej Kalinin, polski pisarz, publicysta (zm. 2021)
  - Katarzyna Morawska, polska muzykolog (zm. 2020)
  - Jean Vinatier, francuski kierowca wyścigowy i rajdowy
- 1934 – Herrmann Zschoche, niemiecki reżyser i scenarzysta filmowy
- 1935:
  - Jorge Iván Castaño Rubio, kolumbijski duchowny katolicki, biskup Quibdó, biskup pomocniczy Medellín (zm. 2025)
  - Andrzej Janowski, polski pedagog, działacz społeczny i harcerski, wiceminister edukacji narodowej (zm. 2020)
  - Stefan Marody, polski dziennikarz pochodzenia żydowskiego (zm. 2005)
  - Roland Wabra, niemiecki piłkarz, bramkarz (zm. 1994)
- 1936:
  - Franciszek Adamiak, polski lekarz weterynarii, polityk, wojewoda łomżyński (zm. 2022)
  - Trisha Brown, amerykańska choreografka, tancerka (zm. 2017)
  - Giennadij Waganow, rosyjski biegacz narciarski
  - Anna Wojtaszek-Pazera-Bocson, polska lekkoatletka, oszczepniczka
- 1937:
  - Serykbołsyn Äbdyldin, kazachski polityk, działacz komunistyczny (zm. 2020)
  - Kazimieras Antanavičius, litewski inżynier, polityk (zm. 1998)
  - Roman Landowski, polski poeta, prozaik, publicysta, regionalista kociewski (zm. 2007)
  - Ole Sørensen, duński piłkarz (zm. 2015)
  - Gerhard Sperling, niemiecki lekkoatleta, chodziarz
  - Alberto Valentini, chilijski piłkarz (zm. 2009)
  - Teresa Znamierowska, polska chemik, wykładowczyni akademicka (zm. 2022)
- 1938:
  - Stephen F. Cohen, amerykański historyk, sowietolog (zm. 2020)
  - Daniel Katz, fiński pisarz pochodzenia żydowskiego
  - Stefan Pacek, polski felietonista, autor aforyzmów
  - Severino Reija, hiszpański piłkarz
- 1939:
  - Shelagh Delaney, brytyjska dramatopisarka, scenarzystka (zm. 2011)
  - Martin Feldstein, amerykański ekonomista (zm. 2019)
  - Rosanna Schiaffino, włoska aktorka (zm. 2009)
  - Angelino Soler, hiszpański kolarz szosowy
- 1940:
  - Reinhard Furrer, niemiecki fizyk, pilot, astronauta (zm. 1995)
  - Claudio Giménez, paragwajski duchowny katolicki, biskup Caacupé
  - Jan Jongbloed, holenderski piłkarz (zm. 2023)
  - Karl Offmann, maurytyjski polityk, prezydent Mauritiusa (zm. 2022)
  - Percy Sledge, amerykański muzyk, piosenkarz (zm. 2015)
- 1941:
  - Jean-Michel di Falco, francuski duchowny katolicki, biskup Gap
  - Philippe Honoré, francuski karykaturzysta, dziennikarz (zm. 2015)
  - Marion Lüttge, niemiecka lekkoatletka, oszczepniczka
  - Christos Papanikolau, grecki lekkoatleta, tyczkarz
  - Gerald Seymour, brytyjski pisarz
  - Ahmad Szafik, egipski wojskowy, polityk, premier Egiptu
- 1942:
  - David Bramwell, brytyjski botanik, taksonom (zm. 2022)
  - Bożena Klimczak, polski ekonomistka, profesor nauk ekonomicznych (zm. 2025)
  - Dimitris Papaioanu, grecki piłkarz
  - Rosa von Praunheim, niemiecki reżyser filmowy
  - Roman Rurua, gruziński zapaśnik
- 1943:
  - Jan Andrew, australijska pływaczka
  - Maria Carrilho, portugalska socjolog, pedagog, polityk (zm. 2022)
- 1944:
  - Maarten ’t Hart, holenderski pisarz
  - Ben Stein, amerykański aktor, komik, pisarz, prawnik
  - Andrzej Walewski, polski inżynier, urzędnik państwowy, główny inspektor ochrony środowiska (zm. 2025)
- 1945:
  - Kent Karlsson, szwedzki piłkarz, trener
  - Egil Søby, norweski kajakarz
  - Nataša Urbančič, jugosłowiańska lekkoatletka, oszczepniczka (zm. 2011)
- 1946:
  - Atiku Abubakar, nigeryjski polityk
  - Slim Borgudd, szwedzki kierowca wyścigowy, muzyk (zm. 2023)
  - Mike Doyle, angielski piłkarz (zm. 2011)
  - Ivan Kučírek, czeski kolarz torowy (zm. 2022)
- 1947:
  - Stéphane Courtois, francuski historyk
  - Steve Heighway, irlandzki piłkarz
  - Jonathan Kaplan, amerykański reżyser, scenarzysta i producent filmowy i telewizyjny (zm. 2025)
  - John Larroquette, amerykański aktor
  - Jiří Lechtýnský, czeski szachista
  - Marjan Luif, holenderska aktorka
  - Milorad Mijatović, serbski matematyk, wykładowca akademicki, związkowiec, polityk
  - Marcos Rivas, meksykański piłkarz (zm. 2024)
  - Noël Simard, kanadyjski duchowny katolicki, biskup Valleyfield
  - Tracey Walter, amerykański aktor
- 1948:
  - Renata Kretówna, polska aktorka
  - Paul Murphy, brytyjski polityk
  - Małgorzata Niezabitowska, polska dziennikarka, rzeczniczka prasowa rządu
  - Wolfgang Templin, niemiecki działacz opozycji antykomunistycznej, publicysta
- 1949: Zbigniew Rudnicki, polski politolog (zm. 2022)
- 1950:
  - Andrzej Raj, polski przedsiębiorca, polityk, poseł na Sejm RP
  - Louis Verreydt, belgijski kolarz szosowy (zm. 1977)
  - Alexis Wright, australijska pisarka, nauczycielka akademicka pochodzenia aborygeńskiego
- 1951:
  - Charlaine Harris, amerykańska pisarka
  - Arturo Pérez-Reverte, hiszpański pisarz, dziennikarz
  - Johnny Rep, holenderski piłkarz
  - Alan Rough, szkocki piłkarz, bramkarz
  - Janusz Sztyber, polski wokalista, aktor, lektor, tłumacz (zm. 2021)
- 1952:
  - Stanisław Krupowicz, polski kompozytor
  - Gabriele Oriali, włoski piłkarz
  - Herschel Savage, amerykański aktor pornograficzny (zm. 2023)
  - Zbigniew Sejwa, polski fotograf, fotoreporter (zm. 2024)
  - Krystyna Slany, polska socjolog
  - Mieczysław Stachowiak, polski generał broni
- 1953
  - Mark Frost, amerykański pisarz, scenarzysta, reżyser i producent filmowy
  - Katherine Zappone, irlandzka teolog, polityk
- 1954:
  - Władysław Frasyniuk, polski działacz opozycji antykomunistycznej, polityk, przedsiębiorca
  - Diane Savereide, amerykańska szachistka
- 1955:
  - Bruce Hopkins, nowozelandzki aktor
  - Alaksandr Kazulin, białoruski polityk opozycyjny, więzień sumienia
  - Henryk Młynarczyk, polski polityk, inżynier, poseł na Sejm RP
  - Kurt Niedermayer, niemiecki piłkarz
- 1956:
  - Hélène Goudin, szwedzka nauczycielka, polityk
  - Andrzej Maroszek, polski żużlowiec, trener
  - Michał Turkiewicz, polski nauczyciel, polityk, poseł na Sejm RP (zm. 2021)
- 1957:
  - Leszek Cichoński, polski gitarzysta, wokalista bluesowy, kompozytor, aranżer
  - Robert Ehrlich, amerykański polityk
  - Petr Janečka, czeski piłkarz
  - Rimantas Pleikys, litewski dziennikarz, polityk, minister łączności i technologii informacyjnych (zm. 2021)
  - Terry Stotts, amerykański koszykarz, trener
- 1958:
  - Jules Bocandé, senegalski piłkarz, trener (zm. 2012)
  - Adam Kruszewski, polski śpiewak operowy (baryton)
- 1959:
  - Raimund Baumschlager, austriacki kierowca rajdowy
  - Jim Bett, szkocki piłkarz
  - Harlem Désir, francuski polityk, eurodeputowany pochodzenia martynikańskiegp
  - Anka Georgiewa, bułgarska wioślarka, sterniczka
  - Francesca Gonshaw, brytyjska aktorka
  - Charles Peter Kennedy, brytyjski polityk (zm. 2015)
  - Steve Rothery, brytyjski gitarzysta, członek zespołu Marillion
- 1960:
  - Juliusz Erazm Bolek, polski prozaik, poeta, felietonista
  - Amy Grant, amerykańska piosenkarka
  - John F. Kennedy Jr., amerykański prawnik, dziennikarz, publicysta (zm. 1999)
- 1961:
  - Arkadiusz Czech, polski nauczyciel, samorządowiec, burmistrz Tarnowskich Gór
  - Simon Fisher-Becker, brytyjski aktor (zm. 2025)
  - Andreas Zingerle, włoski biathlonista
- 1962:
  - Valentinas Bukauskas, litewski polityk, samorządowiec, przedsiębiorca, poseł
  - Hironobu Sakaguchi, japoński projektant gier komputerowych
  - Antonio Suetta, włoski duchowny katolicki, biskup Ventimiglia-San Remo
  - Elżbieta Zakrzewska, polska działaczka samorządowa, polityk, poseł na Sejm RP, burmistrz Kowar
- 1963:
  - Konrad Krajewski, polski duchowny katolicki, jałmużnik papieski, kardynał
  - Tuulikki Pyykkönen, fińska biegaczka narciarska
  - Dave Rennie, nowozelandzki rugbysta, trener
  - Sławomir Skwarek, polski nauczyciel, samorządowiec, polityk, wójt gminy Adamów, poseł na Sejm RP
  - Kevin Chamberlin, amerykański aktor[6]
- 1964:
  - Kevin Jackson, amerykański zapaśnik
  - Joanna Kurowska, polska aktorka
  - Mark Lanegan, amerykański wokalista, członek zespołów: Mad Season i Screaming Trees, autor tekstów (zm. 2022)
- 1965:
  - David Kelly, irlandzki piłkarz
  - Lucyna Podhalicz, polska menedżer, urzędniczka samorządowa, polityk, wicewojewoda podkarpacki
  - Dougray Scott, szkocki aktor
  - Patricija Šulin, słoweńska działaczka samorządowa, polityk, eurodeputowana (zm. 2021)
- 1966:
  - Tim Armstrong, amerykański gitarzysta i wokalista punkowy
  - Billy Burke, amerykański aktor, scenarzysta i producent filmowy
  - Elżbieta Łukacijewska, polska polityk, poseł na Sejm RP i eurodeputowana
- 1967:
  - Anthony Nesty, surinamski pływak
  - Andrea Stinson, amerykańska koszykarka
- 1968:
  - Jairo Guedes, brazylijski gitarzysta, członek zespołów: Sepultura, The Mist, Overdose, Eminence i The Southern Blacklist(inne języki)
  - Jill Hennessy, kanadyjska aktorka
  - Erick Sermon, amerykański raper, producent muzyczny
- 1969:
  - Wendy Izaguirre, wenezuelska zapaśniczka
  - Dexter Jackson, amerykański kulturysta
  - Anthony Peeler, amerykański koszykarz
  - Katarzyna Śmiechowicz, polska aktorka, modelka
- 1970:
  - Bożena Bogucka, polska lekkoatletka, wieloboistka
  - Virgínia Cavendish, brazylijska aktorka
  - Eluana Englaro, włoska ofiara wypadku drogowego (zm. 2009)
  - John Godson, nigeryjsko-polski nauczyciel akademicki, pastor ewangelikalny, samorządowiec, polityk, poseł na Sejm RP
  - Katarzyna Kownacka, polska aktorka, pieśniarka, animatorka kultury
  - Izabela Kuna, polska aktorka
  - Wołodymyr Zajarny, ukraiński piłkarz, trener
- 1971:
  - Ołeksij Antiuchin, ukraiński piłkarz
  - Christina Applegate, amerykańska aktorka, piosenkarka
  - Dražen Erdemović, bośniacki Chorwat, saper w armii Republiki Serbskiej, egzekutor podczas masakry w Srebrenicy
  - Jewhen Pochłebajew, ukraiński piłkarz
  - Christudas Rajappan, indyjski duchowny katolicki, biskup pomocniczy Trivandrum
- 1972:
  - Gerard King, amerykański koszykarz
  - Tommy Lee Thomas, amerykański aktor, reżyser i producent filmowy
  - Petteri Nummelin, fiński hokeista
  - Mateusz Torbus, polski fotograf
- 1973:
  - Steven De Jongh, belgijski kolarz szosowy
  - Yoel García, kubański lekkoatleta, trójskoczek
  - Martin Rettl, austriacki skeletonista
  - Eddie Steeples, amerykański aktor
- 1974:
  - Jimmy Gomez, amerykański polityk, kongresmen ze stanu Kalifornia
  - Alan Moore, irlandzki piłkarz
  - Giampaolo Morelli, włoski pisarz, aktor, reżyser i scenarzysta filmowy
- 1975:
  - Jeff Butcher, kanadyjski tłumacz, dziennikarz, aktor (zm. 2018)
  - Laughter Chilembe, zambijski piłkarz
  - Agata Diduszko-Zyglewska, polska dziennikarka, publicystka, działaczka społeczna i samorządowa
  - Şeref Eroğlu, turecki zapaśnik
  - Agnieszka Kaczmarska, polska działaczka polityczna i samorządowa, szef Kancelarii Sejmu
  - Piotr Kupczak, polski poeta
  - Michael Svensson, szwedzki piłkarz
  - Thomas Wilkens, amerykański pływak
- 1976:
  - Clint Mathis, amerykański piłkarz
  - Juan Carlos de la Ossa, hiszpański lekkoatleta, długodystansowiec
  - Renata Zomerska, polska lekkoatletka, płotkarka
- 1977:
  - Irakli Abuseridze, gruziński rugbysta
  - Nuno Assis, portugalski piłkarz
  - Guillermo Cañas, argentyński tenisista
  - Jill Flint, amerykańska aktorka
  - Harald Helfgott, peruwiański matematyk
  - Liliana Jopek, polska lekkoatletka, biegaczka długodystansowa
  - Marek (Kimew), macedoński biskup prawosławny
  - Anatolij Opria, ukraiński piłkarz
  - Todd Pearson, australijski pływak
  - MacBeth Sibaya, południowoafrykański piłkarz
  - Zuzana Štočková, słowacka szachistka
- 1978:
  - Joanna Dworaczyk, polska piłkarka ręczna
  - Ayumi Ogasawara, japońska curlerka
  - Mikko Ronkainen, fiński narciarz dowolny
  - Manuel Torres, panamski piłkarz
- 1979:
  - Sandrine Bailly, francuska biathlonistka
  - Jerry Ferrara, amerykański aktor, scenarzysta i producent filmowy pochodzenia włoskiego
  - Kamila Frątczak, polska siatkarka
  - Brooke Haven, amerykańska aktorka filmów porno
  - Joel Kinnaman, szwedzko-amerykański aktor
  - Joanna Kuligowska, polska siatkarka
  - Yaw Mireku, ghański piłkarz
  - Andres Müller, niemiecki kolarz szosowy i torowy
  - Rasmus Myrgren, szwedzki żeglarz sportowy
- 1980:
  - Aleen Bailey, jamajska lekkoatletka, sprinterka
  - Aaron Mokoena, południowoafrykański piłkarz
  - Adrian Penland, amerykański koszykarz
  - Licia Troisi, włoska pisarka
- 1981:
  - Xabi Alonso, hiszpański piłkarz narodowości baskijskiej
  - Jared Jeffries, amerykański koszykarz
  - Marita Payne, australijska koszykarka
  - Rusłan Pimienow, rosyjski piłkarz
- 1982:
  - Lene Byberg, norweska kolarka górska i szosowa
  - Michael Garnett, kanadyjski hokeista, bramkarz
  - Sani Ibrahim, nigeryjsko-kanadyjski koszykarz
  - Narciso Mina, ekwadorski piłkarz
  - Sam Sparro, australijski piosenkarz
- 1983:
  - Howhannes Dawtian, ormiański judoka
  - Patryk Janik, polski judoka
  - Leszek Rajski, polski florecista
  - Aleksandar Trišović, serbski piłkarz
  - Ryan Abrahams, południowoafrykański zapaśnik
- 1984:
  - Gerardo Alcoba, urugwajski piłkarz pochodzenia hiszpańskiego
  - Guy Essame, kameruński piłkarz
  - Peter Siddle, australijski krykiecista
  - Gaspard Ulliel, francuski aktor (zm. 2022)
- 1985:
  - Jeremiah Brown, kanadyjski wioślarz
  - Maksym Feszczuk, ukraiński piłkarz
  - Marit Malm Frafjord, norweska piłkarka ręczna
  - Remona Fransen, holenderska lekkoatletka, wieloboistka
  - Izabela Godzińska, polska piłkarka, bramkarka
  - Marcus Hellner, szwedzki biegacz narciarski
  - Anna Mrozińska, polska gimnastyczka
  - Yūki Ōta, japoński florecista
  - Haley Webb, amerykańska aktorka
  - Robert Weber, austriacki piłkarz ręczny
  - Hicham Amrani, marokański piłkarz
- 1986:
  - Katie Cassidy, amerykańska aktorka, modelka, piosenkarka
  - Benjamin Starke, niemiecki pływak
- 1987:
  - Trevor Booker, amerykański koszykarz
  - Pierre-Alexis Pessonneaux, francuski lekkoatleta, sprinter
  - El Arbi Hillel Soudani, algierski piłkarz
- 1988:
  - Richard Kissi Boateng, ghański piłkarz
  - Lalonde Gordon, trynidadzko-tobagijski lekkoatleta, sprinter
  - Omar Johnson, jamajski lekkoatleta, sprinter
  - Nodar Kumaritaszwili, gruziński saneczkarz (zm. 2010)
  - Stephenie Ann McPherson, jamajska lekkoatletka, sprinterka
  - Karlen Mykyrtczian, ormiański piłkarz
- 1989:
  - Tom Dice, belgijski piosenkarz
  - Juliann Faucette, amerykańska siatkarka
  - Kike, hiszpański piłkarz
  - Andriej Łarkow, rosyjski biegacz narciarski
  - Kasia Popowska, polska piosenkarka, autorka tekstów, kompozytorka
  - Steve Smith, kanadyjski kolarz górski (zm. 2016)
- 1990:
  - Chen Wan-ting, tajwańska siatkarka
  - Bill Hamid, amerykański piłkarz, bramkarz pochodzenia sierraleońskiego
  - Ala ad-Din Abu al-Kasim, egipski florecista
  - Jelena Korobkina, rosyjska lekkoatletka, biegaczka średnio- i długodystansowa
  - Eilish McColgan, brytyjska lekkoatletka, biegaczka długodystansowa
  - Erdensüchijn Narangerel, mongolska zapaśniczka
  - Romaric Rogombé, gaboński piłkarz
- 1991:
  - Pedro Arce, meksykański piłkarz
  - Patience George, nigeryjska lekkoatletka, sprinterka
  - Philipp Grubauer, niemiecki hokeista, bramkarz
  - Aleksiej Makiejew, rosyjski hokeista
  - Nikola Maksimović, serbski piłkarz
  - Erasma Moreno, dominikańska siatkarka
- 1992:
  - Ana Bogdan, rumuńska tenisistka
  - Cindy Burger, holenderska tenisistka
- 1993:
  - Danny Kent, brytyjski motocyklista wyścigowy
  - Yuki Kobori, japoński pływak
  - İsmail Ege Şaşmaz, turecki aktor
- 1994:
  - Filipe Baravilala, fidżyjski piłkarz
  - Stanislav Lobotka, słowacki piłkarz
  - Mikita Mickiewicz, białoruski hokeista
- 1995 – Ben O’Connor, australijski kolarz szosowy
- 1996 – Toma Bašić, chorwacki piłkarz
- 1997:
  - Staša Gejo, serbska wspinaczka sportowa
  - Brienne Minor, amerykańska tenisistka
  - Dennis Smith, amerykański koszykarz
- 1998:
  - Jakub Kobel, polski koszykarz
  - Hlib Piskunow, ukraiński lekkoatleta, młociarz
  - Khayla Pointer, amerykańska koszykarka
  - Maria Stenzel, polska siatkarka
- 1999 – Maxim Van Gils, belgijski kolarz szosowy
- 2000:
  - Güldżigit Ałykułow, kirgiski piłkarz
  - Richard Odada, kenijski piłkarz
  - Talen Horton-Tucker, amerykański koszykarz
  - Kaja Juvan, słoweńska tenisistka
- 2001:
  - Cléo Hamon, francuska łyżwiarka figurowa
  - Kamila Karpiel, polska skoczkini narciarska
- 2002:
  - Jonathan Kapitolnik, izraelski lekkoatleta, skoczek wzwyż
  - Josh Minott, amerykańsko-jamajski koszykarz
  - Pedri, hiszpański piłkarz

## Zmarli
- 311 – Piotr I Aleksandryjski, biskup Aleksandrii, pisarz wczesnochrześcijański, męczennik, święty katolicki i prawosławny (ur. ?)
- 1034 – Malcolm II, król Szkocji (ur. ok. 954)
- 1120 – Wilhelm Adelin, angielski książę (ur. 1103)
- 1185 – (lub 25 września) Lucjusz III, papież (ur. ok. 1110)
- 1314 – Jan Balliol, król Szkocji (ur. ok. 1248)
- 1326 – Koreyasu, japoński siogun (ur. 1264)
- 1373 – Guy de Boulogne, francuski duchowny katolicki, arcybiskup Lyonu, kardynał (ur. 1313)
- 1374 – Filip II, książę Tarentu i Achai, król Albanii (ur. 1329)
- 1418 – Henryk Beaufort, angielski arystokrata (ur. 1401)
- 1420 – Elżbieta z Reute, niemiecka franciszkańska tercjarka regularna, błogosławiona (ur. 1386)
- 1456 – Jacques Cœur, francuski kupiec, finansista (ur. 1395)
- 1533 – Filip Sabaudzki-Nemours, francuski arystokrata (ur. 1490)
- 1535 – Bernard Wapowski, polski historyk, humanista, astronom, kartograf, wykładowca akademicki, kanonik krakowski (ur. 1450)
- 1560 – Andrea Doria, doża Genui (ur. 1466)
- 1626 – Edward Alleyn, angielski aktor (ur. 1566)
- 1672 – Kasper Pika, węgierski szlachcic, wojskowy, przywódca powstania antyhabsburskiego (ur. ?)
- 1686 – Nicolaus Steno, duński biskup katolicki, geolog, anatom, błogosławiony (ur. 1638)
- 1694 – Ismaël Builialdus, francuski astronom (ur. 1605)
- 1730 – Patrona Halil, albański żołnierz (ur. ?)
- 1733 – Pierre-Antoine Quillard, francuski malarz, rysownik, rytownik (ur. ok. 1701)
- 1747 – Tekla Róża Radziwiłłówna, polska i litewska księżna (ur. 1703)
- 1755 – Johann Georg Pisendel, niemiecki kompozytor (ur. 1687)
- 1763 – Antoine Prévost, francuski prozaik, nowelista (ur. 1697)
- 1766 – Johann Maria Farina, włoski chemik, przedsiębiorca (ur. 1685)
- 1786 – Nathanael Gottfried Leske, niemiecki przyrodnik, geolog, ekonomista, wykładowca akademicki (ur. 1751)
- 1795 – Jan Chrystian Kamsetzer, polski architekt, dekorator wnętrz pochodzenia niemieckiego (ur. 1753)
- 1805 – Ulrik Celsing, szwedzki dyplomata (ur. 1731)
- 1812 – Adam Potocki, polski ziemianin, pułkownik (ur. 1776)
- 1816 – Izabela Lubomirska, polska arystokratka, mecenaska i kolekcjonerka sztuki (ur. 1736)
- 1819:
  - Francisco de Saavedra, hiszpański wojskowy, polityk, dyplomata (ur. 1746)
  - Aleksander Tormasow, rosyjski hrabia, generał kawalerii (ur. 1752)
- 1824 – Kazimierz Raczyński, polski generał, polityk, uczestnik konfederacji targowickiej, agent rosyjski (ur. 1739)
- 1856 – Małgorzata Occhiena, włoska Służebnica Boża (ur. 1788)
- 1857 – James Birney, amerykański abolicjonista, polityk (ur. 1792)
- 1864 – David Roberts, szkocki malarz (ur. 1796)
- 1865 – Heinrich Barth, niemiecki geograf, podróżnik, filolog (ur. 1821)
- 1866 – Fryderyk Florian Skarbek, polski hrabia, ekonomista, prozaik, dramaturg (ur. 1792)
- 1867 – Karl Ferdinand Sohn, niemiecki malarz (ur. 1805)
- 1869 – Friedrich Adolph Roemer, niemiecki geolog, paleontolog (ur. 1809)
- 1870 – Aleksiej Achmatow, rosyjski generał adiutant, polityk, gubernator charkowski, oberprokurator Świątobliwego Synodu Rządzącego (ur. 1817)
- 1879:
  - Maria Grimaldi, księżna Monako (ur. 1793)
  - Aleksander Wejnert, polski historyk, varsavianista pochodzenia czeskiego (ur. 1809)
- 1882 – Ignacy Guniewicz, polski pianista, dyrygent, kompozytor, pedagog (ur. 1832)
- 1884:
  - Charlotte Mary Brame, brytyjska pisarka (ur. 1836)
  - Hermann Kolbe, niemiecki chemik-organik, wykładowca akademicki (ur. 1818)
- 1885:
  - Grigore Alexandrescu, rumuński poeta (ur. 1810)
  - Nicolás Avellaneda, argentyński polityk, prezydent Argentyny (ur. 1837)
  - Alfons XII Burbon, król Hiszpanii (ur. 1857)
  - Thomas Hendricks, amerykański polityk, wiceprezydent USA (ur. 1819)
- 1887:
  - Johann Jakob Bachofen, szwajcarski prawnik, etnolog, badacz starożytności (ur. 1815)
  - John Ramsay, brytyjski arystokrata, polityk (ur. 1847)
- 1888 – Josef Jireček, czeski filolog, etnograf, historyk, autor podręczników, wydawca, polityk (ur. 1825)
- 1889 – Alojzy Żółkowski (syn), polski aktor (ur. 1814)
- 1891 – Władysław Boberski, polski botanik, pedagog (ur. 1846)
- 1892 – Franciszek Kopernicki, polski pułkownik, uczestnik powstania styczniowego (ur. 1824)
- 1894 – Victor Duruy, francuski historyk, wykładowca akademicki, polityk (ur. 1811)
- 1895 – Ludwig Rütimeyer, szwajcarski zoolog, paleontolog, geolog, wykładowca akademicki (ur. 1825)
- 1898:
  - Aleksandra Rakiewicz, polska aktorka (ur. 1836, 38 lub 40)
  - Ludwik Romuald Slaski, polski ziemianin, działacz społeczny i niepodległościowy, polityk (ur. 1818)
- 1901 – Josef Rheinberger, liechtensteiński kompozytor, organista (ur. 1839)
- 1903 – Sabino Arana, baskijski działacz narodowy, polityk (ur. 1865)
- 1907 – Frank T. Fitzgerald, amerykański polityk (ur. 1857)
- 1909:
  - Marceli Czartoryski, polski ziemianin, kolekcjoner (ur. 1841)
  - Cyprian Godebski, polski rzeźbiarz, pedagog (ur. 1835)
- 1911 – Stanisław Markiewicz, polski lekarz, higienista, działacz społeczny (ur. 1839)
- 1912 – Isidor Rayner, amerykański polityk (ur. 1850)
- 1913:
  - Charles Frazer, australijski polityk (ur. 1880)
  - Charlotte von Krogh, duńska malarka (ur. 1827)
  - Ignatius Taschner, niemiecki rzeźbiarz, medalier, grafik (ur. 1871)
- 1914 – Davorin Jenko, słoweńsko-serbski kompozytor, dyrygent (ur. 1835)
- 1915:
  - Michel Bréal, francuski lingwista, wykładowca akademicki (ur. 1832)
  - František Saleský Bauer, czeski duchowny katolicki, biskup brneński, arcybiskup ołomuniecki, kardynał (ur. 1841)
- 1920:
  - Leon Bernacik, polski podpułkownik piechoty (ur. ?)
  - Gaston Chevrolet, szwajcarsko-amerykański kierowca wyścigowy (ur. 1892)
- 1922:
  - Wacław Iwaszkiewicz-Rudoszański, polski generał dywizji (ur. 1871)
  - Alfred Kamienobrodzki, polski architekt, malarz akwarelista (ur. 1844)
- 1923 – Witold Nowodworski (ojciec), polski historyk, wykładowca akademicki (ur. 1861)
- 1924 – Julian Cybulski, polski architekt (ur. 1859)
- 1925:
  - Jan Panieński, polski malarz, pedagog (ur. 1900)
  - Vajiravudh, król Syjamu (ur. 1881)
- 1926 – Róża Rock, polska działaczka społeczna, filantropka pochodzenia żydowskiego (ur. 1881)
- 1927:
  - Edward Kleinadel, polski tenisista (ur. 1896)
  - József Rippl-Rónai, węgierski malarz (ur. 1861)
- 1928:
  - Attilio Begey, włoski językoznawca, tłumacz, polonofil (ur. 1843)
  - Marceli Misiński, polski prawnik, polityk (ur. ok. 1857)
- 1929 – Emilia Snethlage, brazylijska przyrodnik, ornitolog pochodzenia niemieckiego (ur. 1868)
- 1930 – Stefan Sumiński, polski hipolog, dyrektor stadnin, oficer huzarów pruskich (ur. 1860)
- 1934:
  - (lub 24 listopada) Mychajło Hruszewski, ukraiński historyk, wykładowca akademicki, polityk (ur. 1866)
  - Sadije Toptani, Królowa Matka Albanii (ur. 1876)
- 1935:
  - Anastazja, księżniczka czarnogórska, wielka księżna rosyjska (ur. 1868)
  - Piotr Choynowski, polski pisarz, tłumacz (ur. 1885)
  - Lydż Ijasu, cesarz Etiopii (ur. 1895)
- 1936 – Édouard Goursat, francuski matematyk, wykładowca akademicki (ur. 1848)
- 1937:
  - Aleksandr Abramow, radziecki komisarz pułkowy, agent wywiadu, polityk (ur. 1895)
  - Aleksandr Głagolew, rosyjski duchowny i teolog prawosławny (ur. 1872)
  - Aleksiej Trilisski, ukraiński polityk komunistyczny (ur. 1892)
- 1938:
  - John Henry Derbyshire, brytyjski pływak, piłkarz wodny (ur. 1878)
  - Otto von Lossow, niemiecki generał porucznik (ur. 1868)
- 1939:
  - Józef Piotr Brzeziński, polski biolog, ogrodnik, wykładowca akademicki (ur. 1862)
  - Teodor Furgalski, polski pułkownik dyplomowany piechoty (ur. 1893)
- 1940 – Marcel Granet, francuski socjolog, sinolog, wykładowca akademicki (ur. 1884)
- 1941:
  - Pedro Aguirre Cerda, chilijski polityk pochodzenia baskijskiego, prezydent Chile (ur. 1879)
  - Stefan Janusz Bratkowski, polski oficer, dyplomata (ur. 1890)
- 1943 – Carlo Cremonesi, włoski kardynał (ur. 1866)
- 1944 – Kenesaw Mountain Landis, amerykański prawnik, sędzia federalny, działacz sportowy (ur. 1866)
- 1946:
  - Robert Huber, fiński strzelec sportowy (ur. 1878)
  - Marie Shllaku, albańska działaczka narodowa, filozof, polityk (ur. 1922)
- 1947 – Pennaforte, brazylijski piłkarz (ur. 1905)
- 1948 – Gösta Magnusson, szwedzki sztangista (ur. 1915)
- 1950:
  - Patrick James Byrne, amerykański duchowny katolicki, biskup, misjonarz, dyplomata papieski (ur. 1888)
  - Johannes Jensen, duński prozaik, poeta, laureat Nagrody Nobla (ur. 1873)
  - Mao Anying, chiński wojskowy, tłumacz (ur. 1922)
- 1951:
  - István Friedrich, węgierski przedsiębiorca, polityk, premier Węgier (ur. 1883)
  - Harry Liversedge, amerykański lekkoatleta, kulomiot, generał brygadier (ur. 1894)
- 1952 – Edward Vermilye Huntington, amerykański matematyk, wykładowca akademicki (ur. 1874)
- 1954 – Włodzimierz Szczepański, polski adwokat, związkowiec, polityk, poseł na Sejm RP (ur. 1898)
- 1955:
  - Louis Lachenal, francuski wspinacz (ur. 1921)
  - Herman Steiner, amerykańsko-węgierski szachista, dziennikarz pochodzenia żydowskiego (ur. 1905)
- 1956 – Ołeksandr Dowżenko, ukraiński reżyser filmowy (ur. 1894)
- 1958:
  - Charles Kettering, amerykański rolnik, nauczyciel, mechanik, inżynier, naukowiec, wynalazca, filozof (ur. 1876)
  - Horst Stumpff, niemiecki generał wojsk pancernych (ur. 1887)
  - Leopold Ziegler, niemiecki filozof, wykładowca akademicki, pisarz (ur. 1881)
- 1959:
  - Jean Grémillon(inne języki), francuski reżyser filmowy (ur. 1901)
  - Julian Makowski, polski prawnik, dyplomata (ur. 1875)
  - Robert McColl, szkocki piłkarz (ur. 1875)
  - Gérard Philipe, francuski aktor (ur. 1922)
  - Galij Szamigułow, radziecki polityk (ur. 1890)
- 1960:
  - Antonia Mirabal, dominikańska działaczka opozycyjna (ur. 1936)
  - Minerva Mirabal, dominikańska działaczka opozycyjna (ur. 1926)
  - Patria Mirabal, dominikańska działaczka opozycyjna (ur. 1924)
- 1961:
  - Stanisław Bukraba, polski major kawalerii (ur. 1895/96)
  - Claës König, szwedzki jeździec sportowy (ur. 1885)
  - Hubert Van Innis, belgijski łucznik (ur. 1866)
- 1962 – Sanasar Sewojan, radziecki sierżant (ur. 1922)
- 1963:
  - Eugenia Kocwa, polska stenografistka, pisarka, publicystka, tłumaczka (ur. 1907)
  - Aleksandr Marinesko, radziecki oficer marynarki wojennej (ur. 1913)
  - Dietmar Schulz, niemiecka ofiara muru berlińskiego (ur. 1939)
  - Joseph Sweeney, amerykański aktor (ur. 1884)
- 1965:
  - Andżelika Bałabanowa, rosyjska i włoska działaczka komunistyczna i socjaldemokratyczna (ur. 1878)
  - Myra Hess, brytyjska pianistka (ur. 1890)
- 1966:
  - István Donogán, węgierski lekkoatleta, dyskobol (ur. 1897)
  - Adam Skoczylas, polski taternik, alpinista, himalaista, pisarz (ur. 1929)
- 1967:
  - Raoul Daufresne de la Chevalerie, belgijski piłkarz, hokeista na trawie, generał (ur. 1881)
  - Ossip Zadkine, francuski rzeźbiarz pochodzenia żydowsko-szkockiego (ur. 1890)
- 1968:
  - Tadeusz Gorazdowski, polski komandor podporucznik (ur. 1907)
  - Kurt Matern, niemiecki malarz, architekt (ur. 1884)
  - Upton Sinclair, amerykański pisarz (ur. 1878)
- 1969 – Hans Reiter, niemiecki lekarz, bakteriolog, higienista (ur. 1881)
- 1970:
  - Albert Ayler, amerykański saksofonista jazzowy (ur. 1936)
  - Louise Glaum, amerykańska aktorka (ur. 1888)
  - Alberto Gori, włoski duchowny katolicki, łaciński patriarcha Jerozolimy (ur. 1889)
  - Helene Madison, amerykańska pływaczka (ur. 1913)
  - Yukio Mishima, japoński prozaik, poeta, dramaturg, eseista (ur. 1925)
- 1971:
  - Audrey Emery(inne języki), amerykańska ekonomistka (ur. 1904)
  - Hank Mann, amerykański aktor (ur. 1887)
- 1972:
  - Henri Coandă, rumuński inżynier, konstruktor lotniczy (ur. 1886)
  - Konstanty Matyjewicz-Maciejewicz, polski kapitan żeglugi wielkiej (ur. 1890)
  - Hans Scharoun, niemiecki architekt (ur. 1893)
- 1973:
  - Ireneusz (Banushi), albański biskup prawosławny, więzień sumienia (ur. 1906)
  - Michał Derenicz, polski sinolog, publicysta, tłumacz, dyplomata (ur. 1901)
  - Albert DeSalvo, amerykański seryjny morderca pochodzenia włoskiego (ur. 1931)
  - Laurence Harvey, brytyjski aktor pochodzenia litewskiego (ur. 1928)
  - Elisa Leonida Zamfirescu, rumuńska inżynier, pedagog (ur. 1887)
- 1974:
  - Nick Drake, brytyjski wokalista, gitarzysta, autor tekstów (ur. 1948)
  - Jerzy Kulczycki, polski archeolog, historyk sztuki, wykładowca akademicki (ur. 1898)
  - Tadeusz Leon Morawski, polski polityk, poseł na Sejm RP (ur. 1893)
  - U Thant, birmański polityk, dyplomata, sekretarz generalny ONZ (ur. 1909)
- 1975:
  - Harry Segall, amerykański scenarzysta filmowy (ur. 1892)
  - Viking Tamm, szwedzki generał (ur. 1896)
- 1976 – Theodor Rosebury, amerykański mikrobiolog, specjalista chorób wewnętrznych, wykładowca akademicki (ur. 1904)
- 1977 – Manuczehr Eghbal, irański polityk, premier Iranu (ur. 1909)
- 1978 – Fritz Feierabend, szwajcarski bobsleista (ur. 1908)
- 1979:
  - Krzysztof Dąbrowski, polski archeolog, muzealnik (ur. 1931)
  - Hermann Gehri, szwajcarski zapaśnik (ur. 1899)
  - Paul Nell, niemiecki funkcjonariusz i zbrodniarz nazistowski (ur. 1899)
  - Christo Wakarelski, bułgarski etnograf, tłumacz (ur. 1896)
- 1980:
  - Herbert Flam, amerykański tenisista (ur. 1928)
  - Dick Haynes, amerykański aktor (ur. 1911)
  - Aleksander Mościcki, polski duchowny katolicki, biskup pomocniczy łomżyński (ur. 1898)
  - Malik Mulić, bośniacki działacz skautowy, slawista, publicysta (ur. 1917)
- 1981:
  - Jack Albertson, amerykański aktor, komik, śpiewak, tancerz (ur. 1907)
  - Kazimierz Glabisz, polski generał brygady, działacz sportowy (ur. 1893)
  - Sigbjørn Hølmebakk, norweski pisarz, publicysta (ur. 1922)
  - Morris Kirksey, amerykański rugbysta, lekkoatleta, sprinter (ur. 1895)
  - Witold Wypijewski, polski piłkarz (ur. 1907)
- 1982:
  - Carlos Borja, meksykański koszykarz (ur. 1913)
  - Siergiej Tichomirow, radziecki chemik, polityk (ur. 1905)
- 1983:
  - Anton Dolin, brytyjski tancerz (ur. 1904)
  - Władimir Gelfand, radziecki wojskowy, działacz komunistyczny, pisarz, pamiętnikarz pochodzenia żydowskiego (ur. 1923)
  - Robert Szajer, polski inżynier kolejnictwa, wykładowca akademicki (ur. 1897)
- 1984 – Karol Latowicz, polski aktor pochodzenia żydowskiego (ur. 1923)
- 1985 – Elsa Morante, włoska pisarka, poetka (ur. 1912)
- 1986:
  - Gabdułchaj Achatow, rosyjski językoznawca, turkolog (ur. 1927)
  - Grzegorz Sołogub, polski kapitan pilot, as myśliwski (ur. 1918)
- 1988:
  - Alphaeus Philemon Cole, amerykański malarz, grawer, akwaforcista, superstulatek (ur. 1876)
  - Antoni Wakulicz, polski matematyk (ur. 1902)
- 1989:
  - Birago Diop, senegalski poeta, prozaik, dramaturg, dyplomata (ur. 1906)
  - Andrzej Turowicz, polski benedyktyn, matematyk (ur. 1904)
- 1990:
  - Mikko Niskanen, fiński aktor, reżyser, scenarzysta i producent filmowy (ur. 1929)
  - Salvatore Todisco, włoski bokser (ur. 1961)
- 1992:
  - Aleksander Dziurowicz, polski piłkarz, bramkarz, trener (ur. 1930)
  - Piet Ikelaar, holenderski kolarz szosowy i torowy (ur. 1896)
  - Karol Teutsch, polski skrzypek, dyrygent (ur. 1921)
- 1993:
  - Anthony Burgess, brytyjski pisarz (ur. 1917)
  - Roman Durniok, polski piłkarz, trener (ur. 1928)
  - Carl Lorenz, niemiecki kolarz torowy (ur. 1913)
  - Claudia McNeil, amerykańska aktorka (ur. 1917)
- 1997:
  - Hastings Kamuzu Banda, malawijski polityk, pierwszy prezydent Malawi (ur. 1898)
  - Jehoszua Piasek, polski dziennikarz pochodzenia żydowskiego (ur. 1919)
  - Stanisław Szpineter, polski malarz, pedagog (ur. 1906)
- 1999:
  - Pierre Bézier, francuski matematyk (ur. 1910)
  - Jesse Renick, amerykański koszykarz (ur. 1917)
- 2000 – Zdzisław Nowak. polski hokeista (ur. 1928)
- 2001:
  - Eustachy Kossakowski, polski fotografik (ur. 1925)
  - Tadeusz Polak, polski historyk sztuki, konserwator zabytków (ur. 1927)
- 2002 – Karel Reisz, brytyjski reżyser filmowy pochodzenia żydowskiego (ur. 1926)
- 2003 – Stefan Grzybowski, polski prawnik (ur. 1902)
- 2004 – Vladimir Rivero Hernández, kubański piłkarz ręczny, bramkarz (ur. 1971)
- 2005:
  - George Best, północnoirlandzki piłkarz (ur. 1946)
  - Richard Burns, brytyjski kierowca rajdowy (ur. 1971)
  - Zbigniew Kryda, polski fotografik (ur. 1930)
- 2006:
  - Sean Bell, amerykańska ofiara przemocy policyjnej (ur. 1983)
  - Valentín Elizalde, meksykański piosenkarz (ur. 1979)
  - Kenneth Marlar Taylor, amerykański generał pilot (ur. 1919)
- 2007 – Kevin DuBrow, amerykański wokalista, członek zespołu Quiet Riot (ur. 1955)
- 2008:
  - William Gibson, amerykański dramaturg (ur. 1914)
  - Henryk Kot, polski malarz, grafik (ur. 1927)
  - Bolesław Przeniosło-Werowski, polski aktor (ur. 1929)
- 2010 – Peter Christopherson, brytyjski muzyk, reżyser teledysków (ur. 1955)
- 2011:
  - Wasilij Aleksiejew, rosyjski sztangista (ur. 1942)
  - Siergiej Mosiagin, rosyjski piłkarz, trener (ur. 1937)
  - Lucjan Tyszecki, polski trener i sędzia siatkarski (ur. 1924)
- 2012:
  - Halina Głuszkówna, polska aktorka (ur. 1923)
  - Simeon ten Holt, holenderski kompozytor (ur. 1923)
  - Lars Hörmander, szwedzki matematyk (ur. 1931)
  - Zdzisław Jarmużek, polski psychiatra, polityk, senator RP (ur. 1934)
  - Juan Pereda Asbún, boliwijski generał, polityk, prezydent Boliwii (ur. 1931)
  - Thomas Robinson, bahamski lekkoatleta, sprinter (ur. 1938)
  - Dave Sexton, angielski piłkarz, trener (ur. 1930)
- 2013:
  - Bill Foulkes, angielski piłkarz (ur. 1932)
  - Chico Hamilton, amerykański perkusista jazzowy (ur. 1921)
- 2014:
  - Władimir Gundarcew, rosyjski biathlonista (ur. 1944)
  - Aurelio Milani, włoski piłkarz (ur. 1934)
  - Krzysztof Urbanowicz, polski piłkarz (ur. 1958)
- 2015 – O’Neil Bell, jamajski bokser (ur. 1974)
- 2016:
  - Fidel Castro, kubański rewolucjonista, polityk, premier, prezydent i pierwszy sekretarz Komunistycznej Partii Kuby (ur. 1926)
  - Ron Glass, amerykański aktor (ur. 1945)
  - Margaret Rhodes, brytyjska arystokratka (ur. 1925)
- 2017:
  - Rance Howard, amerykański aktor (ur. 1928)
  - Steve Jones, amerykański koszykarz (ur. 1942)
  - Zofia Ostrihanska, polska prawnik, kryminolog (ur. 1926)
- 2018:
  - Jarosław Kaczmarczyk, polski karateka kyokushin (ur. 1957)
  - Wiktor Kanewski, ukraiński piłkarz, trener (ur. 1936)
  - Zbigniew Korpolewski, polski prawnik, aktor, artysta estradowy (ur. 1934)
  - Łukasz Kwiatkowski, polski kolarz torowy (ur. 1982)
- 2019 – Monika Potokárová, słowacka aktorka (ur. 1992)
- 2020:
  - Uriah Ashley, panamski duchowny katolicki, biskup pomocniczy Panamy, biskup diecezjalny Penonomé (ur. 1944)
  - Marcin Król, polski filozof, historyk idei, publicysta (ur. 1944)
  - Diego Maradona, argentyński piłkarz, trener (ur. 1960)
  - Tevita Momoedonu, fidżyjski polityk, premier Fidżi (ur. 1946)
  - Andrzej Niedoba, polski pisarz, publicysta, reportażysta, dramaturg (ur. 1940)
  - Zenon Plech, polski żużlowiec, trener (ur. 1953)
  - Jacques Secrétin, francuski tenisista stołowy (ur. 1949)
  - Camilla Wicks, amerykańska skrzypaczka, pedagog muzyczny (ur. 1928)
- 2021:
  - Michał Hasiuk, polski filolog, wykładowca akademicki (ur. 1931)
  - Taras Hryb, kanadyjski zapaśnik pochodzenia ukraińskiego (ur. 1952)
  - Julien Lebas, francuski lekkoatleta, sprinter (ur. 1924)
  - Iveta Mikešová, czeska tłumaczka (ur. 1957)
  - Ołeksandr Omelczenko, ukraiński inżynier, polityk, mer Kijowa (ur. 1938)
- 2022:
  - Bogdan Burczyk, polski chemik technolog (ur. 1930)
  - Irene Cara, amerykańska piosenkarka, aktorka (ur. 1959)
  - Kaoru Hoshino, japoński kierowca wyścigowy (ur. 1947)
  - Sammie Okposo, nigeryjski piosenkarz, producent muzyczny (ur. 1971)
  - Józef Skwark, polski aktor (ur. 1938)
  - Marek Szerszyński, polski basista, członek zespołu Kasa Chorych (ur. 1969)
- 2023:
  - Gérard Collomb, francuski nauczyciel, samorządowiec, polityk, mer Lyonu, minister spraw wewnętrznych (ur. 1947)
  - Papi Khomane, południowoafrykański piłkarz (ur. 1975)
  - Fabio Martínez Castilla, meksykański duchowny katolicki, biskup Ciudad Lázaro Cárdenas, arcybiskup Tuxtla Gutiérrez (ur. 1950)
  - Terry Venables, angielski piłkarz, trener (ur. 1943)
- 2024:
  - Pedro Agramunt, hiszpański prawnik, polityk, przewodniczący Zgromadzenia Parlamentarnego Rady Europy (ur. 1951)
  - Miguel Ángel Ayuso Guixot, hiszpański duchowny katolicki, kombonianin, prefekt Dykasterii ds. Dialogu Międzyreligijnego, kardynał (ur. 1952)
  - Earl Holliman, amerykański aktor (ur. 1928)
  - Tymoteusz (Jowanowski), macedoński biskup prawosławny, metropolita debarski i kiczewski (ur. 1951)
  - John Tinniswood, brytyjski superstulatek, najstarszy mężczyzna na świecie (ur. 1912)